# Kalinanas (Japah)
Kalinanas is een bestuurslaag in het regentschap Blora van de provincie Midden-Java, Indonesië. Kalinanas telt 2380 inwoners (volkstelling 2010).